# Miomborotslijster
De miomborotslijster (Monticola angolensis) is een zangvogel uit de familie Muscicapidae (Vliegenvangers).

## Verspreiding en leefgebied
Deze soort komt voor in zuidelijk Afrika en telt 2 ondersoorten:
- Monticola angolensis angolensis: van Angola en zuidelijk Congo-Kinshasa tot Rwanda, Tanzania en noordelijk Zambia.
- Monticola angolensis hylophilus: zuidelijk Zambia, westelijk Malawi, westelijk Mozambique en Zimbabwe.